# وارن جی. هاردینگ

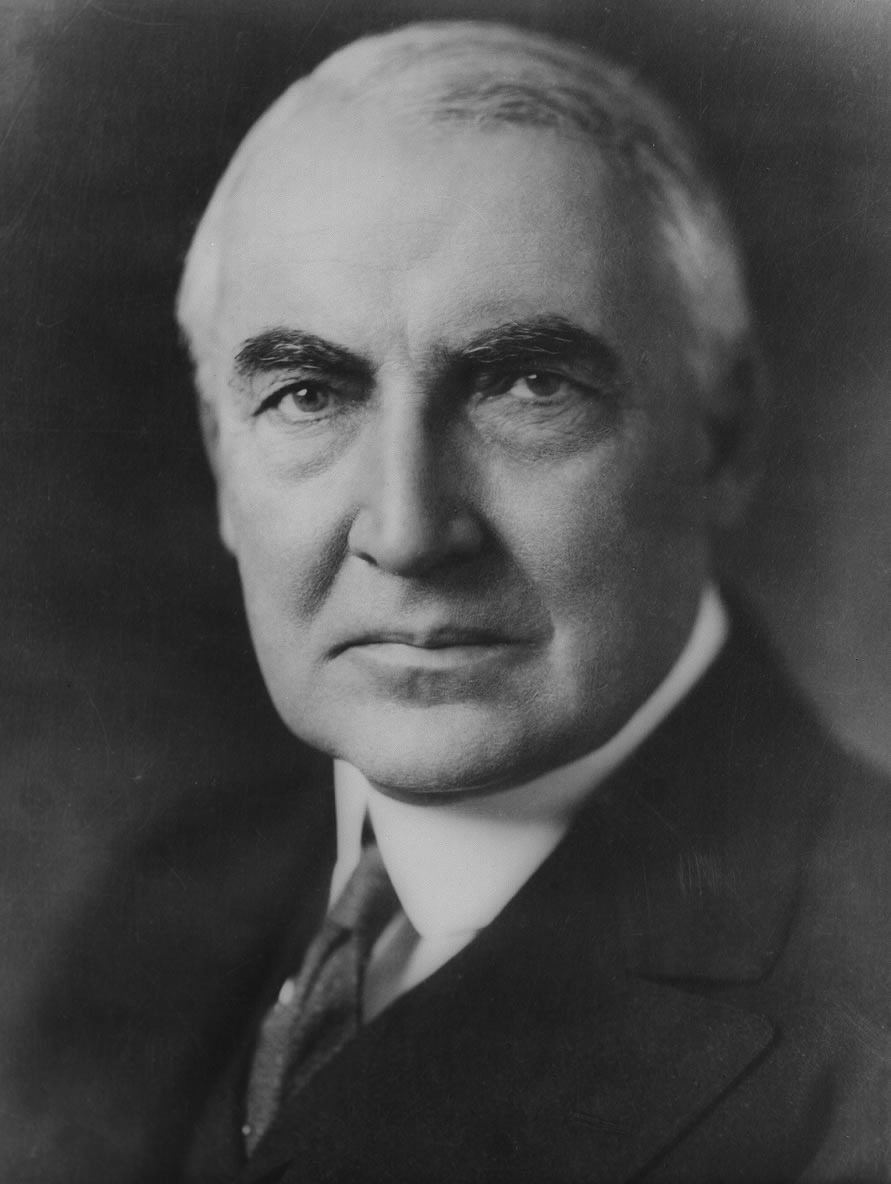
پرتره‌ای وارن جی. هاردینگ هنگام سناتوری

وارن گامالیل هاردینگ (به انگلیسی: Warren G. Harding) (۲ نوامبر ۱۸۶۵ – ۲ اوت ۱۹۲۳)، سیاست‌مدار آمریکایی و بیست‌ونهمین رئیس‌جمهور ایالات متحده آمریکا از حزب جمهوری‌خواه و جانشین وودرو ویلسون بود.
او از ۱۹۲۱ تا ۱۹۲۳ در سمت ریاست جمهوری بود و در ۱۹۲۳ ششمین رئیس‌جمهوری شد که در دفتر کار خود درگذشت. وی حزب جمهوریخواه از ایالت اوهایو بود.
در زمان انتخاب به عنوان رئیس جمهور ایالات متحده آمریکا، وی یکی از محبوب‌ترین رئیس جمهوران تا آن زمان حساب میشد اما پس از مرگ وی و در پی روشن شدن چندین رسوایی، محبوبیت وی به شدت خدشه‌دار شد.